# 高推
高推（1577年—1636年），字心如，别號簡庭，北直隸寧晉縣曹古疃人。

## 生平
万历三十一年（1607年）癸卯顺天府鄉试第十六名舉人，萬曆三十五年（1607年）丁未科成进士。都察院观政，同年八月授山东淄川知县，三十八年調任河南安陽縣。四十二年考选入京，四十七年丁父忧归乡。天啓元年（1621年）选授江西道御史，次年巡按甘肃，入视京營，四年晉升大理寺左寺丞、太常寺少卿。五年丁母王氏憂，即杜門不出。于城東北隅構别業曰養恬，家居三年，崇禎三年庚午（1630）冬起南京鴻臚寺卿，四年养病归乡，坚卧不起。年六十卒。

## 家族
曾祖高禄，祖父高鑛，父高凌煙（？-1619年），字子英，號文豪，累封江西道御史，贈奉政大夫大理寺左寺丞。母王太宜人（？-1625年）。具庆下。弟高捷、高拔。